# Klaas Tammes
K.C. (Klaas) Tammes (Abbenes, 6 mei 1948) is een Nederlands politicus en auteur.

## Jeugd en opleiding
Tammes groeide op in zijn geboorteplaats Abbenes. Zijn vader zat jarenlang in de gemeenteraad van de Haarlemmermeer voor de CHU. Hij volgde de ulo in Sassenheim en daarna de hbs te Leiden. Hierna studeerde hij sociale geografie aan de Vrije Universiteit van Amsterdam.

## Werkzaamheden
Na zijn studie werd Tammes leraar aardrijkskunde in Apeldoorn en later docent aan de lerarenopleiding in Nijmegen. In zijn woonplaats Beuningen werd hij namens D66 gemeenteraadslid en daarna wethouder. In 1988 werd hij benoemd tot burgemeester van Lienden. Van december 1994 tot april 1995 was hij waarnemend burgemeester van Heteren. In 1999 gingen de gemeenten Buren, Lienden en Maurik op in de nieuwe gemeente Buren waarvan hij toen burgemeester werd. Tammes ging per 1 mei 2013 met pensioen en werd opgevolgd door Jan de Boer.

## Auteurschap
Tammes is ook als auteur werkzaam en publiceerde onder het pseudoniem Nico van Abbenes vier politieke thrillers die zich afspelen in de gemeentepolitiek. Hoofdpersoon is Burgemeester Coninck. Ook als geograaf heeft hij veel publicaties op zijn naam staan waaronder een aantal leerboeken voor het aardrijkskundeonderwijs.
Na zijn pensionering als burgemeester in 2013 publiceerde hij vooral burgemeestersbiografieën.